# Auguste Legras
Pour les articles homonymes, voir Legras.
Auguste Legras, né le 2 juin 1817 à Périgueux et mort le 16 octobre 1887 à Paris, est un peintre français.

## Biographie
François Jean Baptiste Auguste Legras est le fils de Louis François Legras, premier commis à la direction des contributions indirectes et d'Anne Marie Henriette Belen.
Élève de Bonnefond aux Beaux-Arts de Lyon et d'Ary Scheffer à Paris, il expose au Salon à partir de 1844.
Il épouse Thérèse Foyet.
Il obtient la médaille d'or en 1857.
Il meurt à son domicile du Passage de l'Élysée-des-Beaux-Arts à l'âge de 70 ans
.